# Джон Джейкъб Астор
Вижте пояснителната страница за други личности с името Астор.
Джон Джейкъб Астор (на английски: John Jacob Astor) е американски предприемач от немски произход.

## Биография
Роден е на 17 юли 1763 година във Валдорф край Хайделберг, в семейството на търговец на мляко. През 1779 година заминава за Лондон, а през 1784 година се установява в Ню Йорк. През следващите години развива разрастваща се търговия с кожи, която му донася голямо състояние. Същевременно той инвестира в недвижими имоти в Ню Йорк и разрастването на града го превръща в първия американски мултимилионер и най-богатия човек в страната.
Джон Джейкъб Астор умира на 29 март 1848 година в Ню Йорк.